# 天草郡
天草郡（日语：／ Amakusa gun */?）是日本熊本縣轄下的一個郡。
現僅轄有以下1町：
- 苓北町

過去的轄區還包含現在的天草市與上天草市全部區域。

## 歷史

### 年表
- 1889年4月1日：實施町村制，天草郡下轄：富岡町、志岐村、坂瀨川村、都呂呂村、登立村、維和村、上村、中村、湯島村、阿村、今津村、教良木河內村、姬戶村、大道村、高戶村、樋島村、楠浦村、赤崎村、上津浦村、下津浦村、島子村、大浦村、須子村、浦村、棚底村、宮田村、栖本村、河馬田村、御所浦村、二江村、御領村、鬼池村、手野村、城河原村、町山口村、本戶村、志柿村、下浦村、櫨宇土村、楠浦村、佐伊津村、本村、龜場村、宮地岳村、大多尾村、宮地村、中田村、碇石村、福連木村、高濱村、大江村、下津深江村、小田床村、一町田村、久留村、新合村、今富村、崎津村、宮野河內村、牛深村、深海村、魚貫村、久玉村、龜浦村、早浦村。（1町64村）
- 1893年11月13日：牛深村改制為牛深町。（2町63村）
- 1896年1月26日：崎津村和今富村合併為富津村。（2町62村）
- 1898年12月21日：町山口村改制並改名為本渡町。（3町61村）
- 1901年4月1日：栖本村和河馬田村合併為栖本村。（3町60村）
- 1921年5月1日：一町田村和久留村合併為新設置的一町田村。（3町59村）
- 1924年4月2日：登立村改制為登立町。（4町58村）
- 1935年4月1日：本渡町和本戶村合併為新設置的本渡町。（4町57村）
- 1936年10月1日：下津深江村和小田床村合併為下田村。（4町56村）
- 1941年2月11日：二江村改制為二江町。（5町55村）
- 1948年4月1日：龜浦村和早浦村合併為二浦村。（5町54村）
- 1954年4月1日：（4町43村）
  - 本渡町、志柿村、下浦村、櫨宇土村、本村、龜場村、佐伊津村、楠浦村合併為本渡市，並脫離天草郡。
  - 登立町、湯島村、上村、中村、維和村合併為大矢野町。
- 1954年7月1日：（3町37村）
  - 高戶村、樋島村、大道村合併為龍岳村。
  - 牛深町、二浦村、久玉村、深海村、魚貫村合併為牛深市，並脫離天草郡。
- 1954年11月1日：（4町31村）
  - 宮地村、大多尾村、碇石村、中田村合併為新和村。
  - 新合村、一町田村、富津村合併為河浦町。
- 1955年1月1日：志岐村、坂瀨川村和富岡町合併為苓北町。[1]（4町29村）
- 1955年4月1日：阿村、今津村、教良木河內村合併為松島村。（4町27村）
- 1955年5月1日：二江町、御領村、鬼池村、手野村、城河原村合併為五和町。（4町23村）
- 1955年7月1日：浦村、棚底村、宮田村合併為倉岳村。（4町21村）
- 1956年4月1日：宮野河內村被併入河浦町。（4町20村）
- 1956年6月1日：赤崎村、楠甫村、大浦村、須子村、上津浦村、下津浦村、島子村合併為有明村。（4町14村）
- 1956年9月1日：松島村改制為松島町。（5町13村）
- 1956年9月21日：高濱村、福連木村、下田村、大江村合併為天草町。（6町9村）
- 1956年9月30日：都呂呂村被併入苓北町。（6町8村）
- 1957年3月1日：河浦町的部分地區被併入牛深市。
- 1957年3月31日：宮地岳村被併入本渡市。（6町7村）
- 1958年1月1日：有明村改制為有明町。（7町6村）
- 1959年4月1日：龍岳村改制為龍岳町。（8町5村）
- 1960年4月1日：倉岳村改制為倉岳町。（9町4村）
- 1961年4月1日：新和村改制為新和町。（10町3村）
- 1962年4月1日：姬戶村改制為姬戶町。（11町2村）
- 1962年9月1日：栖本村改制為栖本町。（12町1村）
- 1963年11月1日：御所浦村改制為御所浦町。（13町）
- 2004年3月31日：大矢野町、松島町、姫戶町、龍岳町合併為上天草市，並脫離天草郡。（9町）
- 2006年3月27日：有明町、御所浦町、倉岳町、栖本町、新和町、五和町、天草町、河浦町與本渡市、牛深市合併為天草市，並脫離天草郡。[2]（1町）

### 變遷表
| 1889年以前 | 1889年4月1日 | 1889年 - 1949年                   | 1950年 - 1989年          | 1950年 - 1989年        | 1989年 - 現在          | 現在                   |
| ---------- | ------------ | --------------------------------- | ------------------------ | ---------------------- | ---------------------- | ---------------------- |
|            | 登立村       | 1924年4月2日 登立町               | 1954年4月1日 大矢野町    | 1954年4月1日 大矢野町  | 2004年3月31日 上天草市 | 2004年3月31日 上天草市 |
|            | 維和村       |                                   | 1954年4月1日 大矢野町    | 1954年4月1日 大矢野町  | 2004年3月31日 上天草市 | 2004年3月31日 上天草市 |
|            | 上村         |                                   | 1954年4月1日 大矢野町    | 1954年4月1日 大矢野町  | 2004年3月31日 上天草市 | 2004年3月31日 上天草市 |
|            | 中村         |                                   | 1954年4月1日 大矢野町    | 1954年4月1日 大矢野町  | 2004年3月31日 上天草市 | 2004年3月31日 上天草市 |
|            | 湯島村       |                                   | 1954年4月1日 大矢野町    | 1954年4月1日 大矢野町  | 2004年3月31日 上天草市 | 2004年3月31日 上天草市 |
|            | 阿村         | 阿村                              | 1955年4月1日 松島村      | 1956年9月1日 松島町    | 2004年3月31日 上天草市 | 2004年3月31日 上天草市 |
|            | 今津村       |                                   | 1955年4月1日 松島村      | 1956年9月1日 松島町    | 2004年3月31日 上天草市 | 2004年3月31日 上天草市 |
|            | 教良木河內村 |                                   | 1955年4月1日 松島村      | 1956年9月1日 松島町    | 2004年3月31日 上天草市 | 2004年3月31日 上天草市 |
|            | 姬戶村       | 姬戶村                            | 1962年4月1日 姬戶町      | 1962年4月1日 姬戶町    | 2004年3月31日 上天草市 | 2004年3月31日 上天草市 |
|            | 大道村       | 大道村                            | 1954年7月1日 龍岳村      | 1959年4月1日 龍岳町    | 2004年3月31日 上天草市 | 2004年3月31日 上天草市 |
|            | 高戶村       |                                   | 1954年7月1日 龍岳村      | 1959年4月1日 龍岳町    | 2004年3月31日 上天草市 | 2004年3月31日 上天草市 |
|            | 樋島村       |                                   | 1954年7月1日 龍岳村      | 1959年4月1日 龍岳町    | 2004年3月31日 上天草市 | 2004年3月31日 上天草市 |
|            | 富岡町       | 富岡町                            | 昭和30年1月1日 苓北町    | 苓北町                 | 苓北町                 | 苓北町                 |
|            | 坂瀨川村     |                                   | 昭和30年1月1日 苓北町    | 苓北町                 | 苓北町                 | 苓北町                 |
|            | 志岐村       |                                   | 昭和30年1月1日 苓北町    | 苓北町                 | 苓北町                 | 苓北町                 |
|            | 都呂呂村     | 都呂呂村                          | 1955年9月30日 併入苓北町 | 苓北町                 | 苓北町                 | 苓北町                 |
|            | 楠浦村       | 楠浦村                            | 1956年6月1日 有明村      | 1958年1月1日 有明町    | 2006年3月27日 天草市   | 2006年3月27日 天草市   |
|            | 赤崎村       |                                   | 1956年6月1日 有明村      | 1958年1月1日 有明町    | 2006年3月27日 天草市   | 2006年3月27日 天草市   |
|            | 上津浦村     |                                   | 1956年6月1日 有明村      | 1958年1月1日 有明町    | 2006年3月27日 天草市   | 2006年3月27日 天草市   |
|            | 下津浦村     |                                   | 1956年6月1日 有明村      | 1958年1月1日 有明町    | 2006年3月27日 天草市   | 2006年3月27日 天草市   |
|            | 島子村       |                                   | 1956年6月1日 有明村      | 1958年1月1日 有明町    | 2006年3月27日 天草市   | 2006年3月27日 天草市   |
|            | 大浦村       |                                   | 1956年6月1日 有明村      | 1958年1月1日 有明町    | 2006年3月27日 天草市   | 2006年3月27日 天草市   |
|            | 須子村       |                                   | 1956年6月1日 有明村      | 1958年1月1日 有明町    | 2006年3月27日 天草市   | 2006年3月27日 天草市   |
|            | 浦村         | 浦村                              | 1955年7月1日 倉岳村      | 1960年4月1日 倉岳町    | 2006年3月27日 天草市   | 2006年3月27日 天草市   |
|            | 棚底村       |                                   | 1955年7月1日 倉岳村      | 1960年4月1日 倉岳町    | 2006年3月27日 天草市   | 2006年3月27日 天草市   |
|            | 宮田村       |                                   | 1955年7月1日 倉岳村      | 1960年4月1日 倉岳町    | 2006年3月27日 天草市   | 2006年3月27日 天草市   |
|            | 栖本村       | 1901年4月1日 栖本村               | 1962年9月1日 栖本町      | 1962年9月1日 栖本町    | 2006年3月27日 天草市   | 2006年3月27日 天草市   |
|            | 河馬田村     | 1901年4月1日 栖本村               | 1962年9月1日 栖本町      | 1962年9月1日 栖本町    | 2006年3月27日 天草市   | 2006年3月27日 天草市   |
|            | 御所浦村     | 御所浦村                          | 1963年11月1日 御所浦町   | 1963年11月1日 御所浦町 | 2006年3月27日 天草市   | 2006年3月27日 天草市   |
|            | 二江村       | 1941年2月11日 二江町              | 1955年5月1日 五和町      | 1955年5月1日 五和町    | 2006年3月27日 天草市   | 2006年3月27日 天草市   |
|            | 御領村       |                                   | 1955年5月1日 五和町      | 1955年5月1日 五和町    | 2006年3月27日 天草市   | 2006年3月27日 天草市   |
|            | 鬼池村       |                                   | 1955年5月1日 五和町      | 1955年5月1日 五和町    | 2006年3月27日 天草市   | 2006年3月27日 天草市   |
|            | 手野村       |                                   | 1955年5月1日 五和町      | 1955年5月1日 五和町    | 2006年3月27日 天草市   | 2006年3月27日 天草市   |
|            | 城河原村     |                                   | 1955年5月1日 五和町      | 1955年5月1日 五和町    | 2006年3月27日 天草市   | 2006年3月27日 天草市   |
|            | 町山口村     | 1898年12月21日 改制並改名為本渡町 | 1954年4月1日 本渡市      | 本渡市                 | 2006年3月27日 天草市   | 2006年3月27日 天草市   |
|            | 本戶村       | 1935年4月1日 併入本渡町           | 1954年4月1日 本渡市      | 本渡市                 | 2006年3月27日 天草市   | 2006年3月27日 天草市   |
|            | 志柿村       |                                   | 1954年4月1日 本渡市      | 本渡市                 | 2006年3月27日 天草市   | 2006年3月27日 天草市   |
|            | 下浦村       |                                   | 1954年4月1日 本渡市      | 本渡市                 | 2006年3月27日 天草市   | 2006年3月27日 天草市   |
|            | 櫨宇土村     |                                   | 1954年4月1日 本渡市      | 本渡市                 | 2006年3月27日 天草市   | 2006年3月27日 天草市   |
|            | 楠浦村       |                                   | 1954年4月1日 本渡市      | 本渡市                 | 2006年3月27日 天草市   | 2006年3月27日 天草市   |
|            | 佐伊津村     |                                   | 1954年4月1日 本渡市      | 本渡市                 | 2006年3月27日 天草市   | 2006年3月27日 天草市   |
|            | 本村         |                                   | 1954年4月1日 本渡市      | 本渡市                 | 2006年3月27日 天草市   | 2006年3月27日 天草市   |
|            | 龜場村       |                                   | 1954年4月1日 本渡市      | 本渡市                 | 2006年3月27日 天草市   | 2006年3月27日 天草市   |
|            | 宮地岳村     | 宮地岳村                          | 1957年3月31日 併入本渡市 | 本渡市                 | 2006年3月27日 天草市   | 2006年3月27日 天草市   |
|            | 大多尾村     | 大多尾村                          | 1954年10月1日 新和村     | 1961年4月1日 新和町    | 2006年3月27日 天草市   | 2006年3月27日 天草市   |
|            | 宮地村       |                                   | 1954年10月1日 新和村     | 1961年4月1日 新和町    | 2006年3月27日 天草市   | 2006年3月27日 天草市   |
|            | 中田村       |                                   | 1954年10月1日 新和村     | 1961年4月1日 新和町    | 2006年3月27日 天草市   | 2006年3月27日 天草市   |
|            | 碇石村       |                                   | 1954年10月1日 新和村     | 1961年4月1日 新和町    | 2006年3月27日 天草市   | 2006年3月27日 天草市   |
|            | 福連木村     | 福連木村                          | 1956年9月21日 天草町     | 1956年9月21日 天草町   | 2006年3月27日 天草市   | 2006年3月27日 天草市   |
|            | 高濱村       |                                   | 1956年9月21日 天草町     | 1956年9月21日 天草町   | 2006年3月27日 天草市   | 2006年3月27日 天草市   |
|            | 大江村       |                                   | 1956年9月21日 天草町     | 1956年9月21日 天草町   | 2006年3月27日 天草市   | 2006年3月27日 天草市   |
|            | 下津深江村   | 1936年10月1日 下田村              | 1956年9月21日 天草町     | 1956年9月21日 天草町   | 2006年3月27日 天草市   | 2006年3月27日 天草市   |
|            | 小田床村     | 1936年10月1日 下田村              | 1956年9月21日 天草町     | 1956年9月21日 天草町   | 2006年3月27日 天草市   | 2006年3月27日 天草市   |
|            | 一町田村     | 一町田村                          | 1954年11月1日 河浦町     | 河浦町                 | 2006年3月27日 天草市   | 2006年3月27日 天草市   |
|            | 久留村       | 1921年5月1日 併入一町田村         | 1954年11月1日 河浦町     | 河浦町                 | 2006年3月27日 天草市   | 2006年3月27日 天草市   |
|            | 新合村       |                                   | 1954年11月1日 河浦町     | 河浦町                 | 2006年3月27日 天草市   | 2006年3月27日 天草市   |
|            | 今富村       | 1896年1月26日 富津村              | 1954年11月1日 河浦町     | 河浦町                 | 2006年3月27日 天草市   | 2006年3月27日 天草市   |
|            | 崎津村       | 1896年1月26日 富津村              | 1954年11月1日 河浦町     | 河浦町                 | 2006年3月27日 天草市   | 2006年3月27日 天草市   |
|            | 宮野河內村   | 宮野河內村                        | 1956年4月1日 併入河浦町  | 河浦町                 | 2006年3月27日 天草市   | 2006年3月27日 天草市   |
|            | 牛深村       | 1898年11月13日 牛深町             | 1898年11月13日 牛深町    | 1954年7月1日 牛深市    | 2006年3月27日 天草市   | 2006年3月27日 天草市   |
|            | 深海村       |                                   |                          | 1954年7月1日 牛深市    | 2006年3月27日 天草市   | 2006年3月27日 天草市   |
|            | 魚貫村       |                                   |                          | 1954年7月1日 牛深市    | 2006年3月27日 天草市   | 2006年3月27日 天草市   |
|            | 久玉村       |                                   |                          | 1954年7月1日 牛深市    | 2006年3月27日 天草市   | 2006年3月27日 天草市   |
|            | 龜浦村       | 龜浦村                            | 1948年4月1日 二浦村      | 1954年7月1日 牛深市    | 2006年3月27日 天草市   | 2006年3月27日 天草市   |
|            | 早浦村       |                                   | 1948年4月1日 二浦村      | 1954年7月1日 牛深市    | 2006年3月27日 天草市   | 2006年3月27日 天草市   |